# ベルン-レッチュベルク-シンプロン鉄道ABDe2/8 701-705形電車

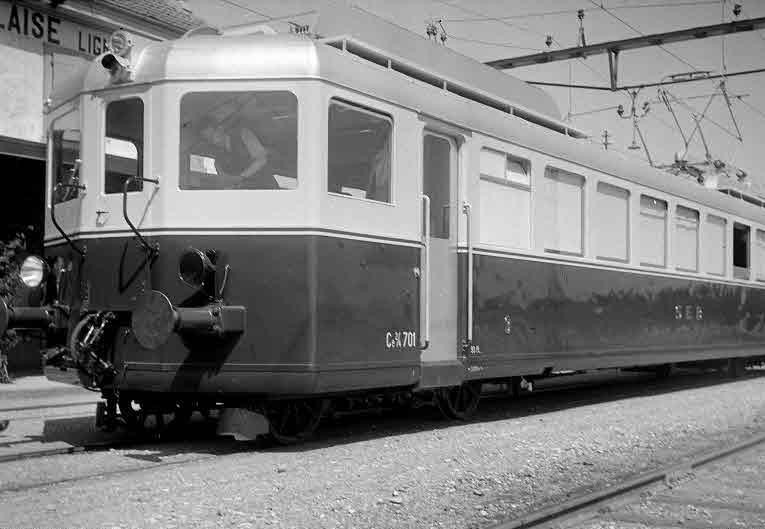
シュピーツ-エルレンバッハ-ツヴァイジメン鉄道保有の製造当初のCe2/4 701号機（一次車）

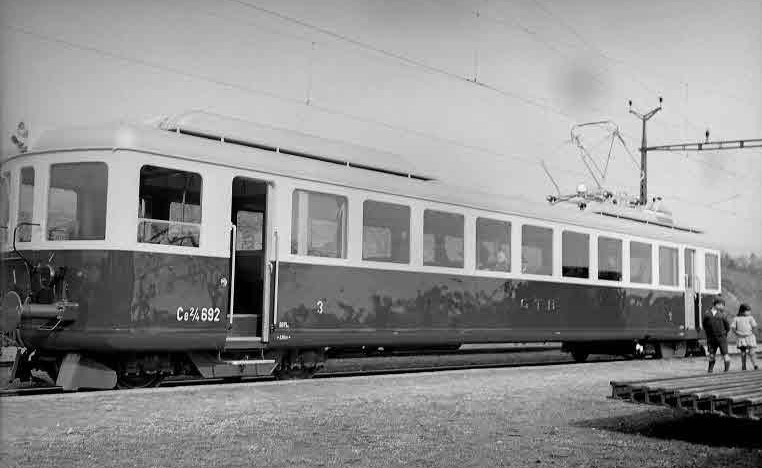
ギュルベタル鉄道保有の製造当初のCe2/4 692号機（二次車）、一次車とは外観が異なる

ベルン-レッチュベルク-シンプロン鉄道ABDe2/8 701-705形電車(ベルン-レッチュベルク-シンプロンてつどうABDe2/8 701-705がたでんしゃ)は、現在ではスイスの最大の私鉄であるBLS AGとなっているベルン-レッチュベルク-シンプロン鉄道およびその各系列会社で使用された旅客荷物合造電車である。

## 概要
アルプス越えルートの一つであるレッチュベルクルートを擁するベルン-レッチュベルク-シンプロン鉄道（Bern-Lötschberg-Simplon-Bahn（BLS））は本線であるレッチュベルクルートのほかに首都ベルンやシュピーツを中心に系列会社による路線網を持っていたが、こういった路線などでの区間列車用に電車による短編成列車を導入することとなった。以前よりベルン-レッチュベルク-シンプロン鉄道では、CFe2/6 784-785形やDe4/5 791-796形といった電車を使用していたが、いずれも本線で旅客列車や貨物列車を牽引することも考慮した頑丈な台枠を持つ重量のある電車であったが、本機の元となったCe2/4形はこれらとは全く異なる軽量構造の短編成区間列車用の電車として電気部品をSAASが、車体および機械部分、台車をSLMが担当して製造されており、1935年に最高速度90km/hの性能を持つ一次形がシュピーツ-エルレンバッハ鉄道、ギュルベタル鉄道、ベルン-ノイエンブルク鉄道に各1両、1937年に最高速度110km/hの二次形がエルレンバッハ-ツヴァイジメン鉄道とギュルベタル鉄道に各1両の計5両が配備されている。また、同じく本機の元となったBCF4形客車はCe2/4形が牽引することを考慮した専用の客車としてSLMが製造を担当して1939年に4両が製造され、シュピーツ-エルレンバッハ鉄道、エルレンバッハ-ツヴァイジメン鉄道、ギュルベタル鉄道、ベルン-ノイエンブルク鉄道に1両ずつ配備されている。その後1946年にはCe2/4形とBCF4形を固定編成とする改造を実施してBCFe2/8形となり、その後1956年の称号改正によりABFe2/8形、さらに1962年の称号改正によりABDe2/8形となって使用されている。
各機体の履歴は下表の通り
| Ce2/4形(製造時) 所属/機番/製造所/製造年 | Ce2/4形（会社再編） 所属/機番/変更年 | Ce2/4→BCFe2/8形 機番/制御車旧番/改造年 | Ce2/4→ABFe2/8形 機番/改造年 | BCFe2/8→ABFe2/8形 機番/形式変更年 | ABFe2/8→ABDe2/8形 機番/形式変更年 | 廃車 最終所属/廃車年 | 形態   |
| --------------------------------------- | ------------------------------------ | -------------------------------------- | --------------------------- | --------------------------------- | --------------------------------- | -------------------- | ------ |
| SEB/701/SLM/SAAS/1935年                 | SEZ/701/1942年                       | 701/BCF4436/1946年                     | -                           | 701/1956年                        | 701/1963年                        | SEZ/701/1985年       | 一次車 |
| EZB/706/SLM/SAAS/1937年                 | SEZ/702/1942年                       | 702/BCF4437/1946年                     | -                           | 702/1956年                        | 702/1963年                        | SEZ/702/1983年       | 二次車 |
| GTB/691/SLM/SAAS/1935年                 | GBS/703/1945年                       | -                                      | 703/1956年*1                | -                                 | 703/1963年                        | GBS/703/1982年       | 一次車 |
| GTB/692/SLM/SAAS/1937年                 | GBS/704/1945年                       | 704/BCF4471/1946年                     | -                           | 704/1956年                        | 704/1963年                        | GBS/704/1982年       | 二次車 |
| BN/726/SLM/SAAS/1935年                  | BN/705/1945年                        | 705/BCF4511/1946年                     | -                           | -                                 | -                                 | BN/705/1956年*2      | 一次車 |

- 脚注：*1：制御車は703号機から流用、*2：電機品はTe2/2 33号機、制御車は703号機へ流用

## 仕様

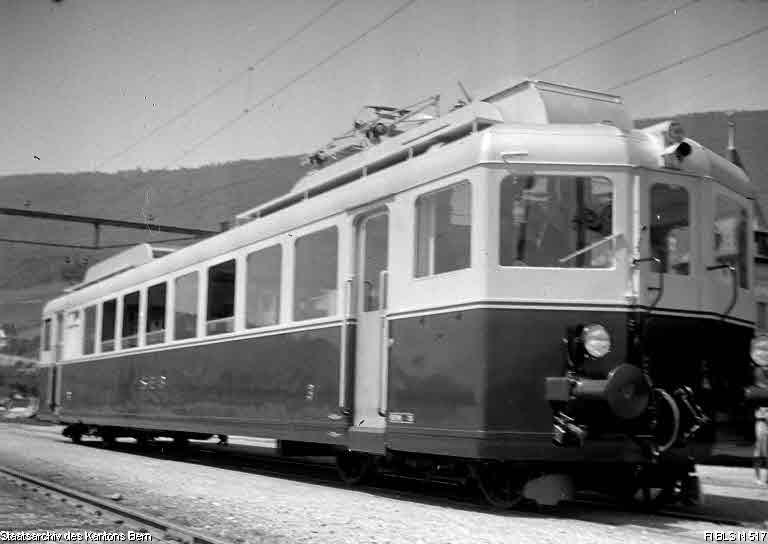
シュピーツ-エルレンバッハ-ツヴァイジメン鉄道のCe2/4 701号機（一次車）

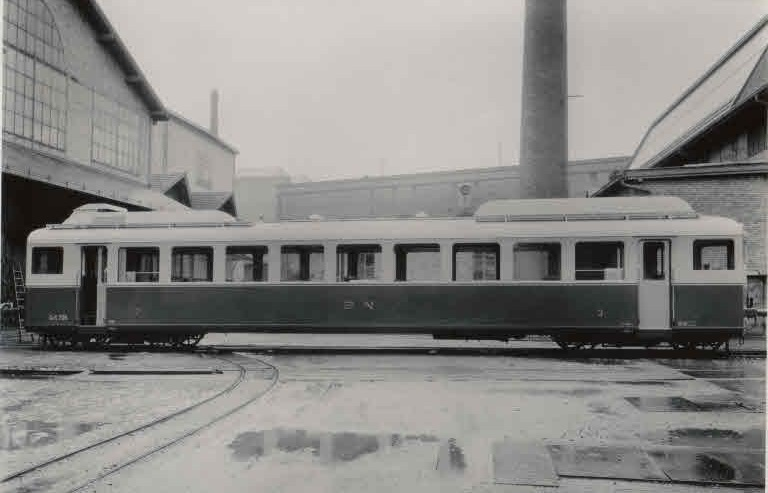
ベルン-ノイエンブルク鉄道のCe2/4 726号機（一次車）の側面

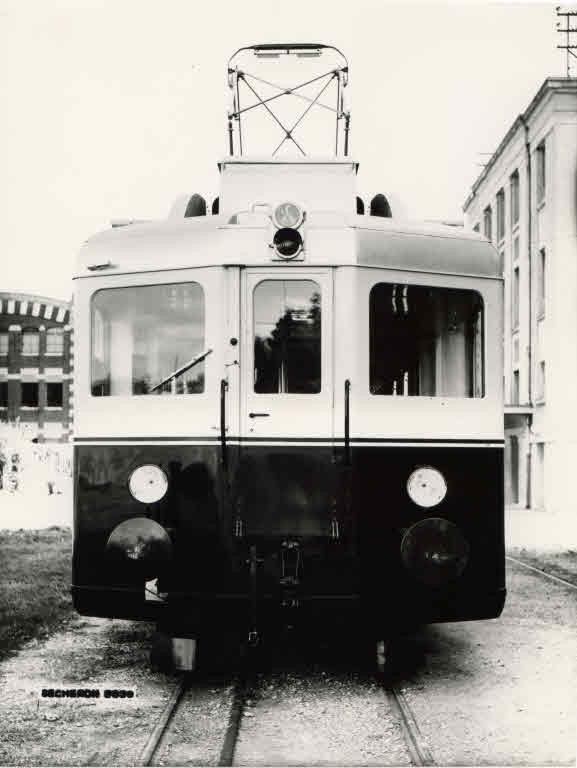
シュピーツ-エルレンバッハ-ツヴァイジメン鉄道のCe2/4 701号機、一次車は正面が3面折妻で窓が小さい

### 車体
- Ce2/4形は一次形と二次形で外観が異なり、一次形は正面が三面折妻で正面窓と運転室窓の天地寸法が小さく、二次形は正面が丸妻で正面および運転室窓の天地寸法は客室窓と同じ大きなものであるなどの差異がある。また、後に制御車となるBCF4形はCe2/4形二次形と同スタイルとなっている。
- Ce2/4形は両運転台式で、前面は中央の渡り板付の貫通扉の左右に運転室窓があり、その下部の左右2箇所に外付式の丸形前照灯が、屋根中央に小形の丸形前照灯と標識灯が縦一列に設置されたスタイルとなっている。
- 側面は車体台枠部と窓下に型帯が入り、窓扉配置は1D9D1で、乗降扉は引戸でその隣の側面窓1枚が戸袋窓で、この部分がデッキとなっており、一次形は前位側に、二次形は後位側に便所が設置されている。客室は前位側から3等室[11]（禁煙）、3等室（禁煙）の順に配置され、各室間の仕切扉は開戸となっている。なお、ホームからは車体外1段と車体内1段のステップ計2段を経由して乗車する。
- 3等室は3+2列の5人掛けでシートピッチ1500mmの固定式クロスシートで、禁煙室が4ボックス、喫煙室は3ボックスとなっており、座席はヘッドレストの無い背摺りの低いものとなっている。また、デッキと運転室には仕切壁は無く、デッキ部に折畳式の補助席が、運転室の半運転席側にも補助席が設置されており、側面窓は四隅のうち上部二箇所のみR付きで客室部は大型の下降窓、便所部は白色ガラスで上部の戸袋から外れた部分が内開式の換気窓となっている。
- 運転室は一次形は長さ2045mm、二次形は2039mmの右側運転台で、ベルン-レッチュベルク-シンプロン鉄道では初めて運転士が座って運転する形態となっており、円形のハンドル式のマスターコントローラーもそれに対応して後方に傾けて設置されている。また、連結器は車体端部に設置されるねじ式連結器で、丸形の緩衝器（バッファ）が中央、フック・リングがその左右にあるタイプであり、その下部に排障器もしくは小型のスノープラウが装備されている。
- 屋根上の後位側には菱型のパンタグラフが1基と主変圧器など設置され、前位側にはブレーキ用の主抵抗器が設置されている。
- BCF4形の車体は電車形で、妻面も灯具類や排障器などが無いこと以外は運転室付のCe2/4形二次形と同一のものとなっている。
- 側面は窓扉配置1D314D1D（デッキ窓-乗降扉-2等室窓-便所/洗面所窓-3等室窓-乗降扉-荷物室窓-荷物扉）で、乗降扉はCe2/4形と同じ引戸、客室は前位側から2等室[12]（喫煙）、2等室（禁煙）、トイレと洗面所、3等室（禁煙）、3等室（喫煙）となっており、デッキを挟んだ反対側が面積11m2の荷物室となっている。2等室は2+2列のヘッドレスト付の固定クロスシートで喫煙室が2ボックス、禁煙室が1ボックス、3等室はCe2/4形と同じ2+3列の固定クロスシートで禁煙、喫煙室とも2ボックスの配置となっている。
- 塗装
  - 車体は上半分がクリーム色、窓下が濃青色で境界部に濃青色の細帯が入り、扉が銀色、側面窓下の中央に社名の、乗降扉脇に客室等級のそれぞれクロムメッキの切抜文字が設置され、反運台側の車体裾部に黄色で形式名と機番のレタリングが入れられるものであり、屋根および屋根上機器は銀色、床下機器と台車はダークグレーであった。
  - その後濃青色の細帯は省略されるようになったものの最終時までほぼ同一の塗装であった。

### 走行機器
- 制御方式は低圧タップ切換制御で、屋根上に主変圧器やタップ切換器、ブレーキ用抵抗器などの主要機器を搭載するベルン-レッチュベルク-シンプロン鉄道では1964年製造のABDe535形まで標準となっていた方式を本形式が初めて採用している。
- 屋根上の後位側のパンタグラフの車端側に高圧ヒューズ[13]を設置し、その下部の屋根カバー内に油冷式の主変圧器とタップ切換用の接触器を搭載している。主変圧器は駆動用のほかに暖房用のAC1000Vの出力を持ち、冷却油はオイルポンプや冷却ファンのない自然対流、自然冷却式である。タップ切換は運転室内に設置された主制御器により力行15段、発電ブレーキ12段のタップ切換を行う。
- ブレーキ装置はウエスティングハウス式の空気ブレーキと手ブレーキ装置を装備するほか、電気ブレーキとしてタップ切換装置と主抵抗器による発電ブレーキを装備する。
- 主電動機は6極の交流整流子電動機 を2台搭載し、動輪上出力として一次車は1時間定格294kW、二次車は352kWの性能を発揮し、冷却は主電動機内の冷却ファンによる自己通風方式、冷却気は屋根上の主変圧器脇のルーバーから採り入れる。
- 台車は前位側が従台車、後位側が動台車となっており、いずれも一次形は軸距3000mmの鋼板および鋼材の溶接組立式、二次形は軸距2800mmの鋼板溶接組立の中空台車枠を持つ台車となっており、動輪は車輪径920mmのスポーク車輪で基礎ブレーキ装置は両抱式、先頭軸に砂撒管が装備されている。
- 枕ばねは重ね板ばね、軸ばねはコイルばねとしている。1次形の主電動機は吊掛式に装荷されて減速比4.53の1段減速で、二次形の主電動機は台車枠に装荷されて、そこから減速比3.50で1段減速されてクイル式の一種であるSAAS製の中空軸式の駆動装置[14]で動輪に伝達される方式となっており、駆動装置の違いにより、最高速度も一次車が90km/h、二次車が110km/hとなっている。
- このほか、補機類として電動空気圧縮機、制御用や灯具類用の36Vの蓄電池などを搭載しているほか、放送装置、空気式ワイパーなどを装備していた。

### 主要諸元（Ce2/4形）
- 軌間：1435mm
- 電気方式：AC15kV 16.7Hz 架空線式
- 最大寸法：全長21000mm（一次車）、全長20800mm、屋根高3500mm（二次車）
- 軸配置：Bo'2'
- 固定軸距：3000mm（一次車）、2800mm（二次車）
- 台車中心間距離：14300mm
- 動輪径：900mm
- 従輪径：900mm
- 自重：32.5t
- 定員
  - 動力車（一次車）：2等室座席70名
  - 動力車（二次車）：2等室座席70名、立席22名、補助席16名
- 走行装置
  - 主制御装置：低圧タップ切換制御
  - 主電動機：6極交流整流子電動機×2台
  - 減速比：4.53（一次車）、3.50（二次車）
- 動輪周上出力（1時間定格）：294kW（一次車）、352kW（二次車）
- ブレーキ装置：発電ブレーキ、空気ブレーキ、手ブレーキ
- 最高速度：90km/h（一次車）、110km/h（二次車）

### 改造

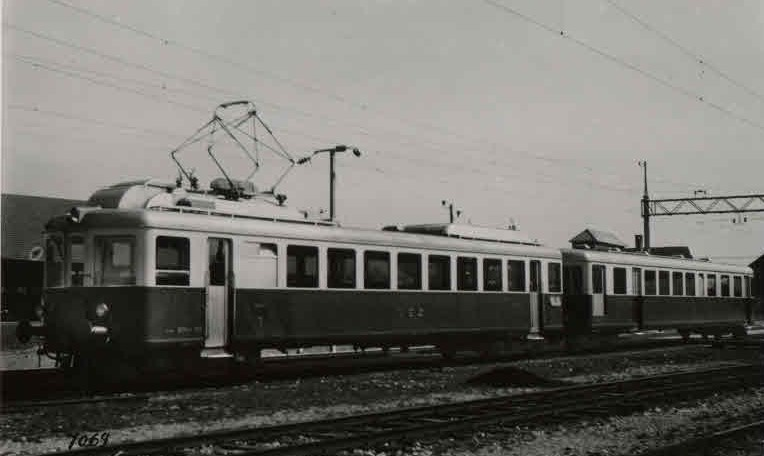
2両固定編成となったBCFe2/8 702号機（二次車）、1946年

- 1946年にはBCe2/4形とBCF4形を固定編成としてBCFe2/8形とすることとなり、Ce2/4 703号機以外の4編成が改造されている。また、1956年には動力車が事故廃車となった705号機の制御車を利用してCe2/4 703号機に対して同様の改造を行い、ABFe2/8形としている。
- 動力車は従台車側の運転台を撤去して制御車を連結して動台車側を前位側に変更しているほか、制御車からの遠隔制御に対応してタップ切換器を電磁空気式の新しいものに変更して重連総括制御も可能となっており、力行は15段のままであるが、発電ブレーキ段数が11段となっている。また、全機の車輪径を920mmに変更しているほか、二次形の駆動装置をBBC[15]製のスプリングドライブ式の駆動装置に変更している。
- 制御車は3等室端部のデッキに運転室を設置して正面に灯具類を設置するとともに、正面窓を天地寸法の小さいものに改造している。また、乗降扉を空気駆動式の4枚折戸に変更している。また、台車をSLM製のものからSWS[16]製の軽量台車に交換している。
- 1960年には主電動機の冷却強化のため、屋根上の主電動機冷却気吸入口に送風ファンを設置して半強制通風式に改造している。
- その後も引続き屋根上制御装置部へのルーバーの追加などの冷却系の強化、前面窓や貫通扉窓、連結妻面窓の補修や運転室窓へのバックミラーの設置などの改造を受けながら使用されている。

### 主要諸元（ABDe2/8形）
- 軌間：1435mm
- 電気方式：AC15kV 16.7Hz 架空線式
- 最大寸法：全長20800+21500=42300mm、パンタグラフ折畳高4500mm、屋根高3520mm（制御車）
- 軸配置：Bo'2'+2'2'
- 固定軸距：3000mm（動力車一次車）、2800mm（動力車二次車）、2700mm（制御車）
- 台車中心間距離：14300mm（動力車）、15500mm（制御車）
- 動輪径：920mm
- 従輪径：920mm
- 自重：37+25=62t
- 荷重：1.5t
- 定員
  - 動力車（一次車）：2等室座席84名、立席36名
  - 動力車（二次車）：2等室座席81名、立席39名
  - 制御車：1等室座席26名、2等室座席40名、立席14名
  - 補助席：54名
- 走行装置
  - 主制御装置：低圧タップ切換制御
  - 主電動機：6極交流整流子電動機×2台
  - 減速比：4.53（一次車）、3.50（二次車）
- 出力・牽引力
  - 動輪周上出力（1時間定格）：294kW（一次車、於60km/h）、352kW（二次車、於78km/h）
  - 牽引力：23.3kN（一次車、1時間定格、於60km/h）、14.7kN（二次車、1時間定格、於78km/h）、29.4kN（最大）
- ブレーキ装置：発電ブレーキ、空気ブレーキ、手ブレーキ
- 最高速度：100km/h（一次車）、110km/h（二次車）

## 運行・廃車・譲渡
- 本機は主に区間列車用に使用され、その性能を活かして区間列車のスピードアップに寄与している。
- その後の1942年にシュピーツ-エルレンバッハ鉄道とエルレンバッハ-ツヴァイジメン鉄道が合併してシュピーツ-エルレンバッハ-ツヴァイジメン鉄道[17]となった際に701号機と706号機がそれぞれ701、702号機となり、1945年にギュルベタル鉄道とベルン-シュヴァルツェンブルク鉄道[18]が合併してギュルベタル-ベルン-シュヴァルツェンブルク鉄道[19]となった際に691、692号機がそれぞれ703、704号機となり、同時にベルン-ノイエンブルク鉄道の726号機が705号機にそれぞれ機番が変更となっている。
- BCFe2/8形に改造されたのちも引続き区間列車用として、所属会社にかかわらずベルン-レッチュベルク-シンプロン鉄道全線で使用されている。
- 1982年から区間列車用の新形電車であるRBDe565形が製造され、ベルン-レッチュベルク-シンプロン鉄道の各系列会社にも配備されるようになると本機は余剰となり、1982年から1985年にかけて順次廃車となっている。
- 704号機は1982年にオエンジンゲン-バルシュタル鉄道[20]に譲渡されてBDe2/8形となって使用されたが、1986年に廃車となってバルシュタルに留置されてバルシュタル鉄道クラブのクラブハウスとなっている。

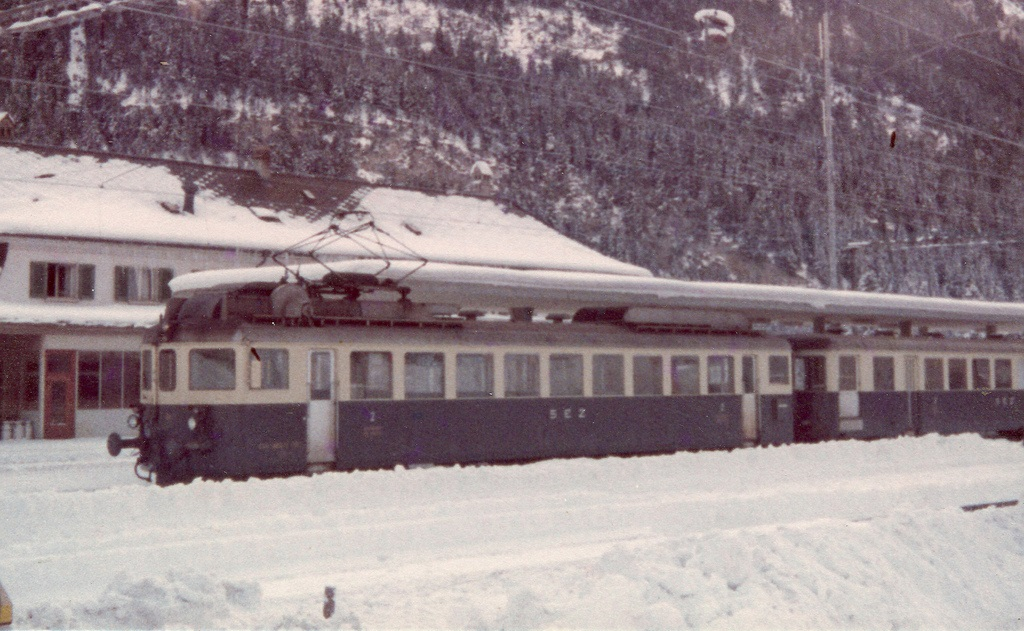
シュピーツ-エルレンバッハ-ツヴァイジメン鉄道が保有していた当時のABDe2/8 701号機（一次車）、カンダーシュテーク駅
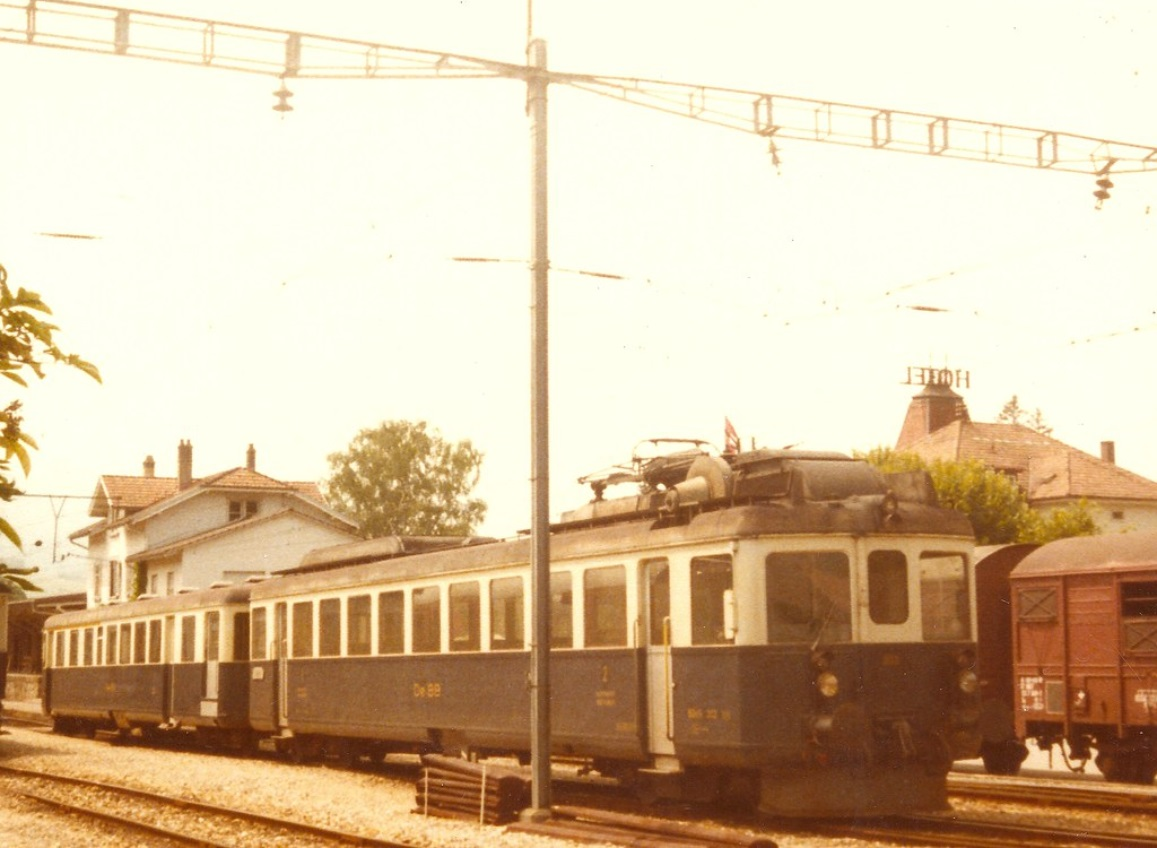
オエンジンゲン-バルシュタル鉄道に譲渡されて運行されるBDe2/8 203号機、1985年
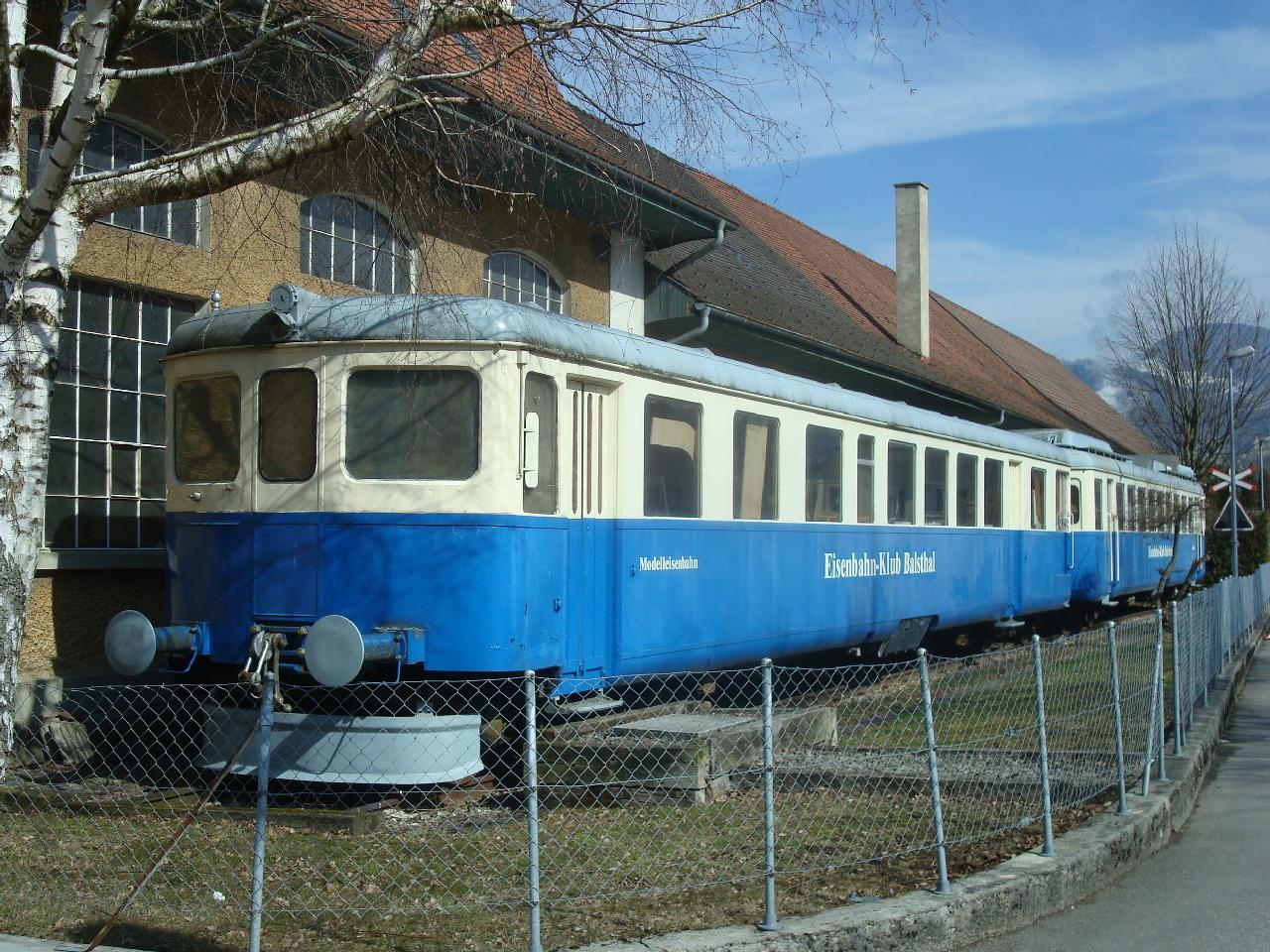
オエンジンゲン-バルシュタル鉄道に譲渡された後保存されているABDe2/8 704号機（二次車）、手前が制御車